# Бомбардовање Београда (1944)
Београд су англо-америчке ваздушне снаге током Другог светског рата бомбардовале 11 пута. Инфраструктура у Београду је бомбардована три пута у априлу, два пута у мају, по једном у јуну и јулу и четири пута у септембру 1944. Најтеже жртве забележене су током априлског бомбардовања 16. и 17. априла 1944. године, што се поклопило са првим и другим даном православног Васкрса те године. Главна јединица у овој акцији била је америчка 15. ваздухопловна јединица, са базом у Фођи на југу Италије. Учествовало је 600 бомбардера, који су са 3.000—5.000 метара испуштали „тепих бомбе“. Противавионска одбрана није постојала.
Бомбардовање је настављено већим интензитетом 17. априла, када је погођен концентрациони логор Сајмиште. У логору је погинуло 60 логораша, а око 150 је рањено.
Више погинулих је било током 16. априла. Становништво Београда је у то време веровало да је бомбардовање увод у војну инвазију савезника.
Београд је од стране савезника поново бомбардован 21. априла, 24. априла, 18. маја, 6. јуна, 8. јула, и 6. септембра 1944.

### Последице
По немачким изворима погинуло је 1.160 Београђана, 343 немачких и 96 италијанских војника, од тога 250 немачких војника на главној железничкој станици, а у складишту Баново Брдо 46 Немаца и 96 Италијана. Повређено је преко 5.000 цивила. Прелиминарни подаци до којих је дошла Југословенска влада у избеглиштву говорили су о око 3.000 жртава у Београду и 1.200 у Земуну. Архивска грађа у Земуну говори о 154 погинула и сахрањена човека. По подацима београдских гробља, сахрањено је 453 идентификована леша, 104 неидентификованих мушких, 93 женских и 28 деце (укупно 668).
Званично објављени циљеви бомбардовања били су: колосеци Београд-Сава, Земунски аеродром и фабрике авиона Рогожарски и Икарус. Уништене су у Земуну фабрике Икарус, Данубијус, Змај, Телеоптик, земунска железничка станица и аеродром, а доста је оштећена и црква Светог Венделина. У Београду је оштећена фабрика Рогожарски и стамбени блокови око ње, бродоградилиште, рафинерија на Чукарици и део београдске железничке станице. Оштећени су и мостови на Сави и Дунаву.
Приликом васкршњег бомбардовања 1944. године погођено је тадашње породилиште у Крунској улици (данас Завод за заштиту здравља студената). Разарања су била највећа у области Бајлонијеве пијаце где је погинуло 200 људи од залутале бомбе. Погођена је Палата Албанија (погођено је склониште у коме су сви изгинули), Теразије, Технички и Правни факултет, више болница, хуманитарних институција и цркава. У неким публицистичким радовима се тврдило да је на једној од неексплодираних бомби је био натпис: „Срећан Ускрс!“. Међутим, колаборационистички лист Српски народ из априла 1944. не помиње честитку исписану на бомби, већ да је честитку за Васкрс упутио шеф југословенске секције Би-Би-Си-ја Х. Д. Харисон.
Према немачким проценама страдало је око 4.000 људи а према проценама амбасаде САД 2.271.
У августу 1944. у Уметничком павиљону на Калемегдану је била отворена изложба посвећена заштити од бомбардовања.
Последице бомбардовања су биле видљиве на појединим зградама у Београду и после седам деценија.

## Материјална штета
Након ослобађања Београда, амбасада САД је обавила је процену штете настале савезничким и немачким бомбардовањем. Укупна штета настала бомбардовањем износила је 220.150.000 динара (3.992.000 америчких долара по курсу из 1939. године). Од овог износа удео америчког бомбардовања у стамбеној штети износи 1.222.000, а на стварима 1.270.000 долара. Штета настала немачким бомбардовањем 1941. године процењена је на 1.100.000 долара, при чему код немачког дела, највише штете над имовином грађана приписано је директној пљачки.

### Контроверзе
Амерички главни штаб је почетком 1944. одлучио да уништи што већи број фабрика, комуникација и нафтоносних поља у Румунији, а посебно оне инсталације које су радиле за главну фабрику Месершмита у Винер Нојштату код Беча. Током марта и априла 1944. бомбардовани су циљеви у Мађарској и Румунији. Београд је био резервни циљ напада. Лоше временске прилике над Румунијом су допринеле томе да овај резервни циљ буде изабран.
На Ускрс 1944. Би-Би-Си је известио да су савезници бомбардовали Београд на захтев Јосипа Броза Тита. На то је одмах реаговао Богољуб Јефтић, заменик југословенске владе у Форин офису и упутио демарш за директно стављање савезника на једну страну у грађанском рату“, рекао је историчар Момчило Павловић, тадашњи директор Института за савремену историју.
Војни аташе британске амбасаде у Београду Ник Илић рекао је за Би-Би-Си на српском да је главни официр за везу испред партизана Владимир Велебит, који је рекао „које локације у Београду треба гађати и тако ослабити Немце”. "Савезници јесу бомбардовали, али све је било по плану и договору са партизанима“, рекао је Илић.

## Спомен-гробље жртава бомбардовања
У оквиру комплекса београдског Новог гробља, 1966. године формирано је Спомен-гробље страдалих у савезничком бомбардовању Београда на Васкрс, 16. априла 1944. Ауторка Спомен-гробља била је архитекта Милица Момчиловић. Петнаест мермерних плоча налазе се на једанаест озиданих бетонских хумки које подсећају на ровове у којима су примарно сахрањивани пострадали. На посебним плочама исписана су имена 313 идентификованих жртава и подаци о 78 неидентификованих жртава мушкараца, 71 жене и 16 деце.

## Филмски журнал
- УФО журнал, бр. 660, Последице америчког бомбардовања Београда на православни Ускрс, 16. и 17. априла 1944.

### Чланци
- Бјелајац, Миле (2005). „Документи о штетама насталим бомбардовањем Београда 1941-1944”.